# Semaine mondiale des femmes de l'air
La Semaine Mondiale des Femmes de l'Air est une semaine mondiale de sensibilisation au monde de l’air et de l’espace pour les filles de tout âge observée lors de l'anniversaire du premier brevet de pilote féminin au monde (le 8 mars 1910). La semaine est un appel à s'attaquer aux problèmes d’équilibre homme-femme dans l’industrie de l’air et de l’espace. Elle n’est pas restreinte à un pays ou un groupe. 
Depuis 2010, des activités pour célébrer la Semaine Mondiale des Femmes de l'Air ont été organisées dans 47 pays sur 5 continents. 314 000 individus ont participé directement aux activités de la semaine. 61 265 filles et femmes ont découvert le vol sur petits aéronefs en réponse à l'appel de "Passez le manche".

## Histoire
En janvier 2010, Mireille Goyer, une femme pilote de ligne et instructrice de vol, lança une initiative populaire pour célébrer le centenaire du premier brevet de pilote féminin au niveau mondial obtenu par Raymonde de Laroche le 8 mars 1910. Elle appela les pilotes du monde entier à « passer le manche » a un nombre record de filles et de femmes pour les initier aux joies du vol sur petit aéronefs pendant ce qui se nomma alors la « Semaine des Femmes Pilotes ». Adressant le manque de contact avec les activités liées à l'aviation parmi la population féminine, l'appel "Passez le manche" avait pour but de réaliser le rêve des pionnières de l'aviation de 1910, plus précisément de voir les femmes participer en nombre à toutes les activités de l'air et de l'espace.
En 2011, la célébration à caractère ponctuel se transforma en célébration annuelle sous le nom de « Semaine Mondiale des Femmes de l'Air » alors que le monde célébrait le centenaire de la Journée internationale des femmes.
Le 10 septembre 2012, Mireille Goyer fonda l'Institut des Femmes de l'Air du Monde, une alliance globale d'organisations de l'industrie de l'air et de l'espace à but non lucratif. Cette association organise les diverses compétitions et fait le suivi des activités de la Semaine Mondiale des Femmes de l'Air ainsi que gère de nombreuses initiatives qui facilitent l’intégration des femmes dans l'industrie tout le long de l’année. Géré par un conseil d'administration compose de bénévoles et équilibre entre les sexes, l'Institut des Femmes de l'Air du Monde a pour mission de faire évoluer la diversité au sein de l'industrie de l'air et de l'espace grâce à des programmes de sensibilisation, d’éducation et de mobilisation.

## Activités et célébrations
Des manifestations centrées sur les femmes prennent place aux aéroports et aérodromes du monde entier ainsi qu'au sein des musées et des sociétés aérospatiales. Des vols de commémoration sont aussi communs.
L'Institut des Femmes de l'Air du Monde organise de nombreuses compétitions mondiales pendant la semaine. Le défi le plus connu est le défi "Passez le manche" qui récompense les participants les plus performants avec les titres suivants : « Aéroport Le Plus Pro Femmes Pilotes Au Monde », « Femme Pilote La Plus Dévouée Au Monde », et « Homme Pilote Le Plus Avenant Au Monde ».
Chaque année, un thème est choisi pour mettre en valeur l'anniversaire d'une prouesse historique et à échelle mondiale accomplie par une femme de l'air,.

## Palmarès du défi "Passez le manche"
| Année       | Année                            | Aéroport Le Plus Pro Femmes Pilotes Au Monde | Femme Pilote La Plus Dévouée Au Monde                                        | Homme Pilote Le Plus Avenant Au Monde |
| 2010        |                                  |                                              |                                                                              |                                       |
| Gagnant(e)  | Oshawa, ON                       | Amanda Sargent, Renton, WA                   | Andrei Floroiu, New York, NY                                                 |                                       |
| Finaliste 1 | Renton, WA                       | Allie Dunnington, Bristol                    | Peter Morton, Renton, WA                                                     |                                       |
| Finaliste 2 | Kpong Field                      | Lesley Page, Oshawa, ON                      | Dick Smith, Renton, WA                                                       |                                       |
| 2011        |                                  |                                              |                                                                              |                                       |
| Gagnant(e)  | Frederick, MD                    | Deanna Stanger, Port Lavaca, TX              | Leith Barnhill, Arlington, WA                                                |                                       |
| Finaliste 1 | Arlington, WA                    | Lin Caywood, Frederick, MD                   | Doug Raine, Oshawa, ON                                                       |                                       |
| Finaliste 2 | Port Lavaca, TX                  | Lesley Page, Oshawa, ON                      | Hubert Wren, Peterborough, ON                                                |                                       |
| 2012        |                                  |                                              |                                                                              |                                       |
| Gagnant(e)  | Yellowknife, NT                  | Kirsten Brazier, Yellowknife, NT             | Derrick Robinson, Yellowknife, NT                                            |                                       |
| Finaliste 1 | Frederick, MD                    | Megan Tyler, Yellowknife, NT                 | Robert Ferlisi, Yellowknife, NT                                              |                                       |
| Finaliste 2 | Peterborough, ON                 | Lesley Page, Oshawa, ON                      | Hubert Wren, Peterborough,ON Ron Haslam Peterborough,ON                      |                                       |
| 2013        |                                  |                                              |                                                                              |                                       |
| Gagnant(e)  | St Andrews, Winnipeg, MB, Canada | Kirsten Brazier, Yellowknife, NT Canada      | Frank Roberts, St Andrews, Winnipeg, MB, Canada                              |                                       |
| Finaliste 1 | Yellowknife, NT, Canada          | Megan Tyler, Yellowknife, NT Canada          | Geoff Furniss, Yellowknife, NT Canada                                        |                                       |
| Finaliste 2 | Waterloo, ON, Canada             | Dianna Stanger, Victoria, TX États-Unis      | Glen Sibbeston, Yellowknife, NT, Canada                                      |                                       |
| 2014        |                                  |                                              |                                                                              |                                       |
| Gagnant(e)  | Langley, BC, Canada              | Dianna Stanger, Olivia, TX États-Unis        | Frank Walcher, Parksville, BC, Canada \| Tom Keane, Victoria, TX, États-Unis |                                       |
| Finaliste 1 | Victoria, TX, États-Unis         | Diana Jemson, Strathalbyn, SA (en) Australie | George Tecklenborg, Abbotsford, BC Canada                                    |                                       |
| Finaliste 2 | Lachute, QC, Canada              | Marguerite Varin, Lachute, QC Canada         | Euan Harrison, Caloundra, QLD, Australie                                     |                                       |
| 2015        |                                  |                                              |                                                                              |                                       |
| Gagnant(e)  | Alburquerque, NM, États-Unis     | Dianna Stanger, Olivia, TX États-Unis        | Luc Bougie, Mascouche, QC, Canada \| Matt Norgrove, Bathurst, NSW, Australie |                                       |
| Finaliste 1 | Lachute, QC, Canada              | Ramona Cox, Torrance, CA États-Unis          | David Carroll \| Gary Penglis Bathurst, NSW, Australie                       |                                       |
| Finaliste 2 | Saint Andrews, MB, Canada        | Diana Jemson, Strathalbyn, SA (en) Australie | Bryan Clements \| Chris Stott \| Nick Wills Bathurst, NSW, Australie         |                                       |
| 2016        | Gagnant(e)                       | Edinburg, TX, États-Unis                     | Dianna Stanger, Olivia, TX États-Unis                                        | Yves Barbeau, Lachute, QC, Canada     |
| 2016        | Finaliste 1                      | Lachute, QC, Canada                          | Yasmina Platt, Torrance, CA États-Unis                                       | Hubert Wren, Peterborough, ON, Canada |
| 2016        | Finaliste 2                      | Peterborough, ON, Canada                     | Ingrid Kutzner, Peterborough, ON Canada                                      | Ron Haslam, Peterborough, ON, Canada  |
| 2017        | Gagnant(e)                       | Albuquerque, NM, États-Unis                  | Dianna Stanger, Albuquerque, NM, États-Unis                                  | Sylvain Cantan, Bozas, France         |
| 2017        | Finaliste 1                      | Lachute, QC, Canada                          | Bobby Lind, Albuquerque, NM, États-Unis                                      | Yves Barbeau, Lachute, QC, Canada     |
| 2017        | Finaliste 2                      | Brampton, ON, Canada                         | Susan Larson, Albuquerque, NM, États-Unis                                    | Bernard Chirol, Étables, France       |